# AN/APY-1
AN/APY-1/2(V) ODR — американська авіаційна багатофункціональна імпульсно-доплерівська радіолокаційна станція системи AWACS, розроблена компанією Westinghouse Electric. Встановлена на літаках E-3 Sentry. Виробляється з 1972 року, за цей час пройшла декілька модернізацій. Вдосконалений варіант AN/APY-1 на сучасній елементній базі — APY-2. За цей час виготовлено і встановлено на літаки E-3 Sentry 68 станцій, в тому числі модифікації AN/APY-2. РЛС з підсистемою обробки даних бортовим комп'ютером 4PiCC-1, розробленим компанією IBM, забезпечує стійкий супровід одночасно до 100 цілей. Оператори РЛС можуть розпізнавати цивільні і військові літаки, визначати серед них літаки противника, здійснювати стеження за ними (в тому числі на низьких висотах незалежно від характеру рельєфу місцевості), керувати і видавати інформацію цілевказівки своїм літакам, що перебувають в тому самому районі.

## Історія розробки і створення
У 1963 році Повітряні сили США розпочали пошук нової конфігурації системи дальнього радіолокаційного виявлення (англ. Airborne Warning and Control System — AWACS), яка мала замінити морально застарілі літаки ДРЛВ EC-121. А в 1965 році була започаткована програма розробки технології радіолокаційного виявлення цілей на тлі землі (англ. ORT, Overland Radar Technology) для створення радара, здатного оглядати нижню півсферу і розрізняти там невеликі швидкорухомі маневрені цілі. Результатом цієї програми стала імпульсно-доплерівська РЛС, яка використовує не тільки періодичне випромінювання імпульсів енергії, а й доплерівське зміщення фази відбитого від цілі прийнятого сигналу. Така станція працює на принципі порівняння частоти повторення імпульсів (ЧПІ) випромінюваного сигналу РЛС з частотою відбитого луна-сигналу. Далі для створення працездатної РЛС виявлення цілей на тлі землі (англ. ODR, Overland Downlook Radar) було проведено велику кількість досліджень для селекції робочого сигналу від хибних засічок — потрібен був дуже потужний комп'ютер, здатний перевіряти кожен імпульс РЛС і відображати на дисплеях операторів тільки справжні цілі і їх реальні координати. Під ці вимоги були зроблені і випробувані два радари. Один з них представила Hughes Aircraft Company, інший — Westinghouse Electric. Кращою була визнана РЛС компанії Westinghouse, яка отримала кодифікацію AN/APY-1 ODR. AN/APY-1 встановлювалася на спеціально під неї розроблений літак E-3 Sentry на базі пасажирського літака Boeing-707-320B.

## Тактико-технічні характеристики

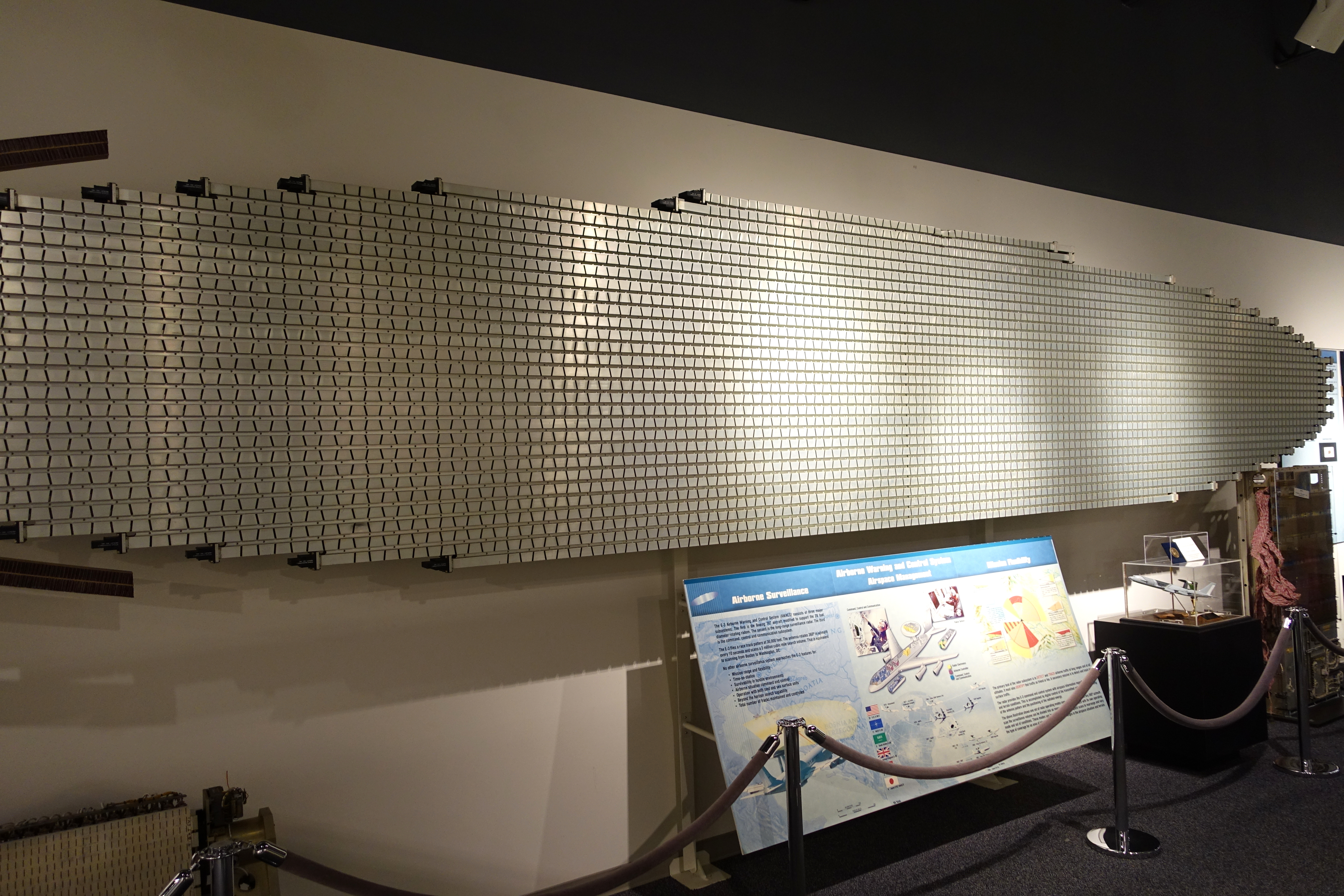
Фазована антенна решітка AN/APY-1/2(V)

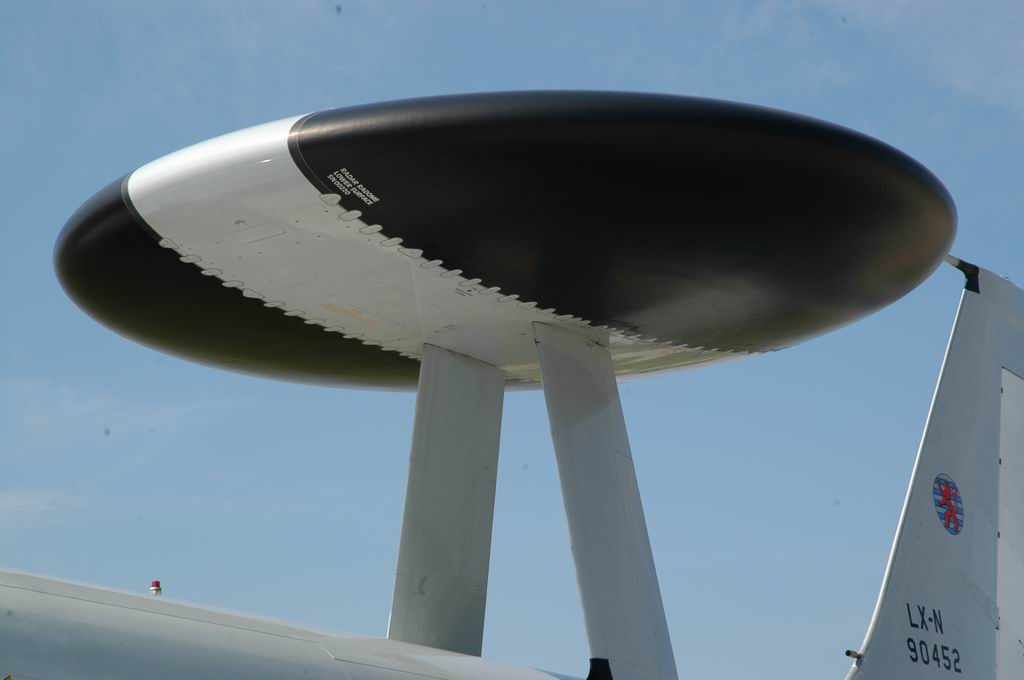
Обертовий обтічник РЛС AN/APY-1/2(V)

Багатофункціональна імпульсно-доплерівська радіолокаційна станція AN/APY-1/2(V) системи АВАКС працює в діапазоні 1550-5200 МГц (сантиметрові хвилі).
Дальність виявлення малорозмірних цілей на низькій висоті з ЕПР 1 м² на тлі поверхні при відсутності перешкод складає 250 морських миль (~425 км). Цілі типу бомбардувальник на середній висоті виявляються на дальності до 520 км, а висотні повітряні цілі, що летять з великим перевищенням над горизонтом, — до 650 км. На останніх модифікаціях літаків системи АВАКС значно підвищені можливості зі спостереження за малопомітними літальними апаратами, крилатими ракетами на гранично малій висоті і пуском балістичних ракет.
РЛС з підсистемою обробки даних бортовим комп'ютером 4PiCC-1, розробленим компанією IBM, забезпечує стійкий супровід одночасно до 100 цілей.

## Конструкція

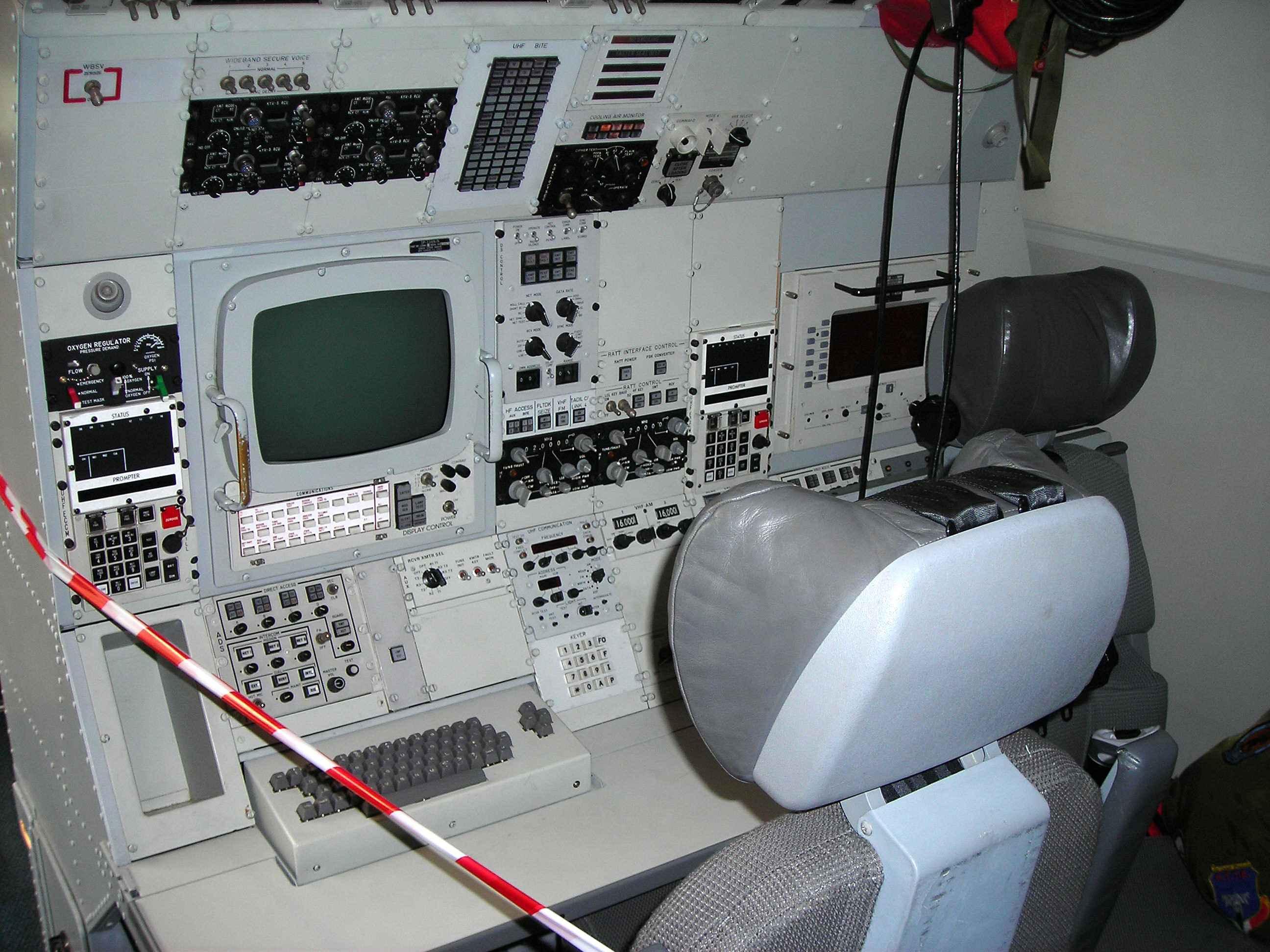
Операційний пост (консоль управління) РЛС AN/APY-1/2(V)

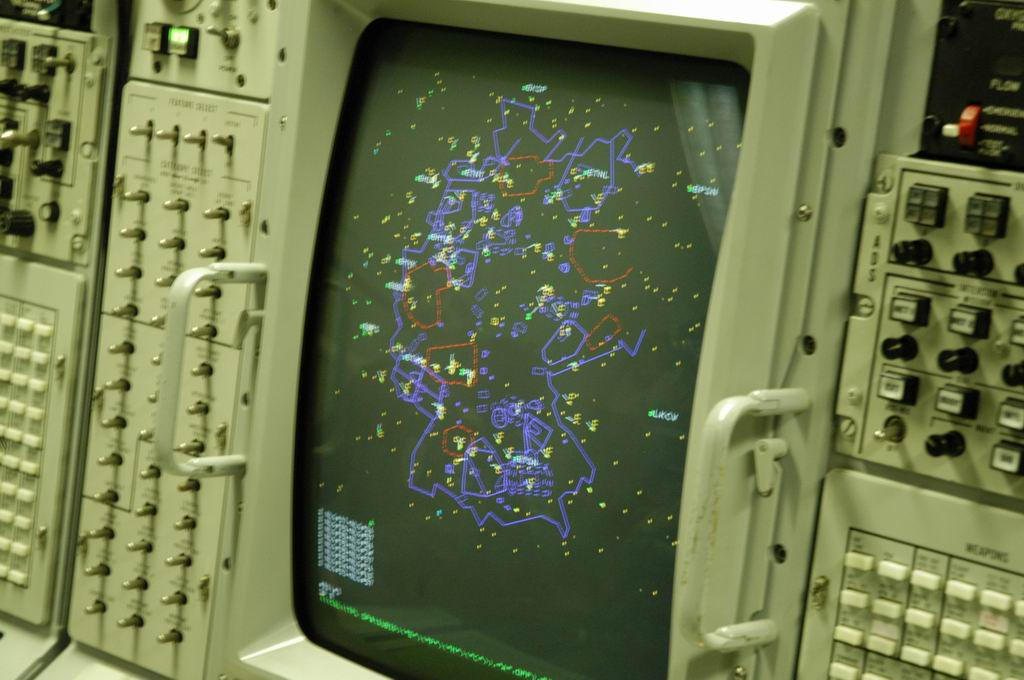
Повітряна обстановка на індикаторі консолі управління

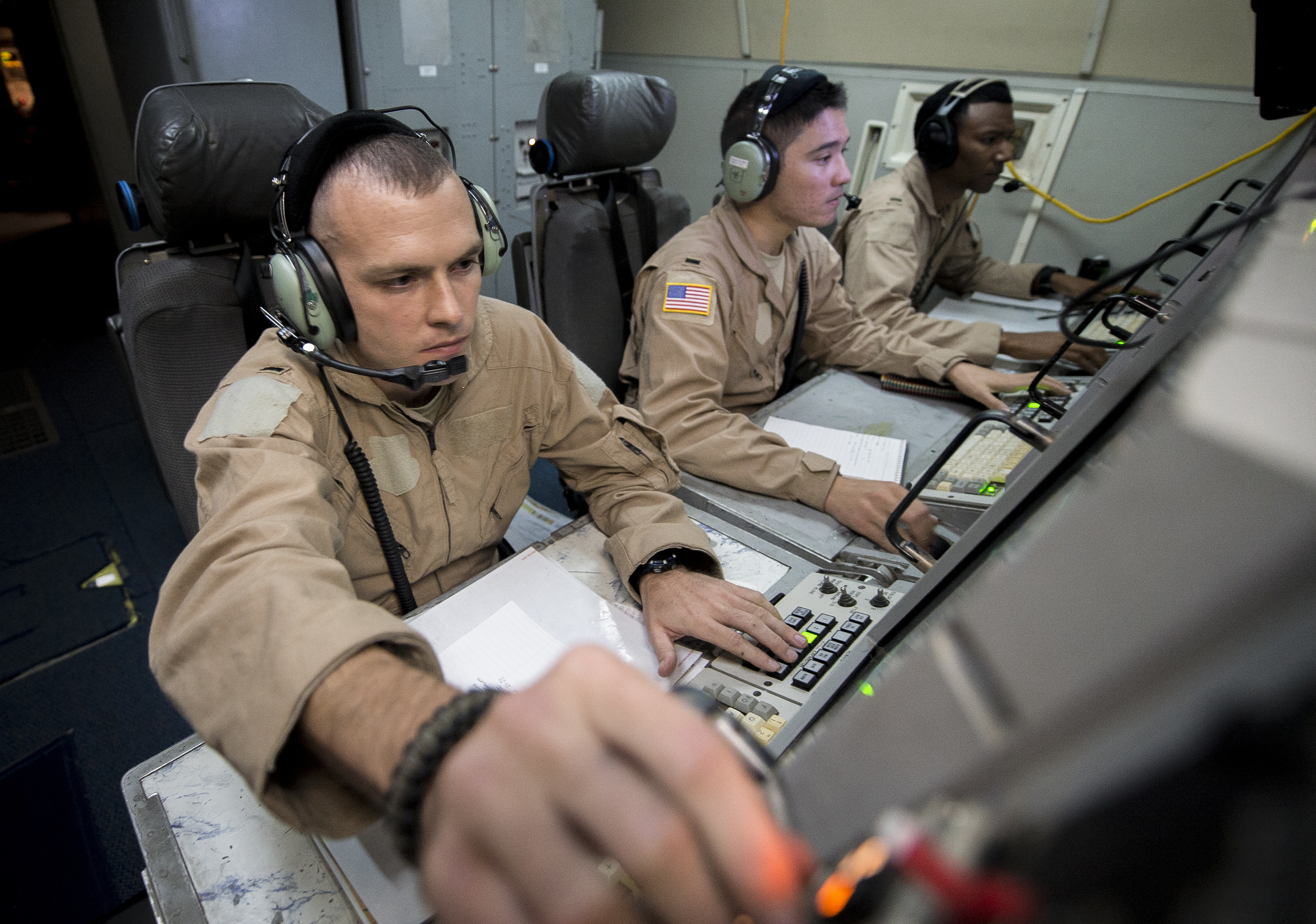
Команда операторів РЛС на бойовому посту

Антенний пристрій являє собою фазовану решітку — плоскі хвилеводно-щільові грати з швидким скануванням променя по куту місця і механічним обертанням по азимуту. При роботі антена РЛС обертається зі швидкістю 6 обертів на хвилину, забезпечуючи переміщення променя по колу. Хвилеводно-щілинна решітка є антеною нерезонансного типу з широкою смугою пропускання. Антенна решітка має форму витягнутого еліпса розміром 8 х 1,7 метрів. Розташування щілин у хвилеводі обрано таким чином, що створюється розподіл сигналів, який забезпечує низький рівень бічних пелюсток випромінювання.
Антена встановлена у великому тарілкоподібному радіопрозорому обертовому обтічнику 9,1 м в діаметрі і 1,8 м в товщину, що підтримується двома пілонами з великою хордою на висоті 4,2 м над фюзеляжем в хвостовій частині літака. Антена має гідравлічний привод і робить коло за 10 секунд, забезпечуючи при цьому зону радіолокаційного огляду 360°. Товщина стінок обтічника, який виготовлений зі склопластику, близько 5 см. Обтічник має незначний вплив на швидкість і керованість літака, а для поліпшення обтічності нахилений вниз на 6°. Нахил антени від горизонту компенсується в електронний спосіб — електронна стабілізація променя антени здійснюється незалежно від змін кутів крену і тангажу літака. Крім того, до обтічника кріпиться антена для обміну цифровими даними системи розпізнавання «свій-чужий» і зв'язкове обладнання. Усередині обтічника також встановлено багато іншого допоміжного обладнання, в тому числі обладнання наддування і рідинного охолодження.
РЛС AN/APY-1 складається з антенного пристрою, двадцяти вісьмох феритових фазообертачів, приймального і передавального розподільних пристроїв, обертового зчленування, передавачів, задаючого генератора з високим ступенем стабілізації фази опорного сигналу, пристроїв прийому і попередньої обробки сигналів, бортового комп'ютера керування режимами роботи станції, пультів керування і системи відображення і індикації інформації.
Система керування режимами роботи станції також обробляє отримані дані і формує цифрову інформацію про дальність, швидкості, азимут і кут місця цілі. Ці дані видаються на центральний бортовий комп'ютер, який виконує загальні функції стеження за цілями і управління своїми літаками. Висота польоту повітряних цілей розраховується центральним бортовим комп'ютером за значеннями кута місця цілі, дальності до неї і висоти польоту літака-носія. Отримана інформація надходить на апаратуру відображення даних. Бортовий комп'ютер отримує також дані від навігаційної системи літака, завдяки чому місце цілей може бути розраховане і показане на тлі умовного зображення місцевості, меж зон відповідальності, лінії фронту тощо.
Вага радара становить від 5200 кг в перших моделях до 3630 кг в серійних. РЛС обслуговує 13-19 операторів АВАКС (при екіпажі Е-3А з чотирьох осіб). Робочі місця операторів розташовані поперек салону в три ряди. За ними встановлена станція офіцера управління.

### Режими роботи
Для забезпечення надійного виявлення і супроводу повітряних цілей, що летять на різних висотах, у всьому діапазоні дальності дії AN/APY-1 може працювати в одному з шести основних режимів:
- Імпульсно-доплерівське сканування з визначенням кута місця (РЛС сканує простір поперемінно верх-вниз, таким чином охоплюється вся зона контролю);
- Імпульсно-доплерівське сканування без визначення кута місця (з відключеним вертикальним скануванням);
- Загоризонтний (імпульсний режим роботи, РЛС випромінює модульовані по частоті імпульси великої тривалості);
- Почерговий (використовують різні режими спільного випромінювання з високою і низькою ЧПІ);
- Морський (використовують для пошуку надводних цілей при всіх станах морської поверхні);
- Пасивний (без активного випромінювання, приймаються тільки радіосигнали РЕЗ цілей і визначаються їх координати).

Найбільш часто використовуваний режим імпульсно-доплерівське сканування з визначенням кута місця (англ. PDES, Pulse-Doppler Elevation Scan). У імпульсно-доплерівському режимі роботи селекція цілей здійснюється за швидкістю їх руху. Для виділення цілі використовується різниця в доплерівських зрушення частот сигналів, відбитих від неї і від земної поверхні. Для зниження впливу перешкод, створюваних земною поверхнею, при роботі в імпульсно-доплерівському режимі, в радарі використовується висока частота повторення імпульсів. Для однозначного визначення відстані до цілі зондувальні імпульси випромінюються групами, з різними частотами повторення в кожній групі. Визначення кута місця здійснюється по мінімуму випромінювання діаграми спрямованості при швидкому електронному скануванні променя у вертикальній площині (при одночасному механічному повороті антени і пеленгації цілі за азимутом моноімпульсним методом). При скануванні променя антени по куту місця виникає амплітудна модуляція відбитих сигналів, і пеленг цілі по куту місця визначається моментом часу прийому максимального сигналу. Режим PDES дає максимальний обсяг інформації, але дальність дії при цьому режимі мінімальна.
У тих випадках, коли виявлення віддалених цілей важливіше, ніж знання їх висоти, використовується режим імпульсно-доплерівське сканування без визначення кута місця (англ. PDNES, Pulse-Doppler Non-Elevation Scan), при якому відключене сканування по вертикалі. Азимут цілі визначається шляхом кількаразового сканування і порівняння його результатів з різних положень у часі і просторі для визначення сили пікового рівня відбитого сигналу.
При загоризонтному режимі (англ. ВТН, Beyond The Horizon) вся енергія радара випромінюється на максимальну дальність без визначення кута місця. Режим ВТН дозволяє більш ефективно використовувати середню потужність радіопередавача, а стиснення прийнятих відбитих від цілей сигналів за допомогою спеціальної дисперсійної лінії забезпечує високу роздільну здатність станції по дальності. При роботі в цьому режимі РЛС дозволяє визначити тільки азимут і дальність до цілі, а пеленгування цілі за кутом місця не проводиться. Роздільна здатність станції в цьому випадку досить низька, тому селекція цілей здійснюється переважно за їх дальністю.
При комбінованому почерговому режимі (англ. Interleaved, PDES and BTH) використовуються різні режими спільного випромінювання з високою і низькою ЧПІ — виявлення цілей на різних відстанях і висотах здійснюється шляхом чергування (протягом кожного періоду сканування променя антени по куту місця) імпульсного і імпульсно-доплерівського режимів. На початку сканування, тобто коли промінь антени перебуває в верхньому секторі, РЛС працює в імпульсному режимі, а при переході променя антени в нижній сектор — в імпульсно-доплерівському. Комбінований режим роботи дозволяє одночасно виявляти і супроводжувати цілі на великих і малих дальностях і таким чином повніше використовувати можливості радара. При цьому оптимізується здатність команди до пошуку як повітряних, так і морських цілей, і виявлення їх за межами прямої видимості.
Робота РЛС в імпульсному і імпульсно-доплерівському режимах здійснюється на різних частотах, тому передавальний пристрій РЛС має два передавачі. Додаткові режими роботи: очікування (англ. Standby) — у цьому режимі радар готовий до негайного використання і тестовий/технічне обслуговування (англ. Test/Maintenance).

## Експлуатація, модернізації
З моменту введення у 1977 році літаків E-3А до складу авіації ППО і тактичного авіаційного командування ВПС США вони пройшли дві фази модернізації. У процесі модернізацій, крім забезпечення відповідно до стандартів НАТО можливостей по виявленню надводних цілей, були змінені параметри сигналу РЛС таким чином, щоб уникнути взаємних перешкод системи АВАКС і наземних радарів системи ППО в Західній Європі. Була встановлена суміщена з AN/APY-1 система радіоелектронної і радіотехнічної розвідки AN/AYR-1. Удосконалилося програмно-апаратне забезпечення бортового комп'ютера, підвищилася також чутливість РЛС. Пізніше додалися нові консолі відображення радіолокаційної обстановки, цифрового супутникового зв'язку, глобальної системи навігації та новий режим роботи систем.

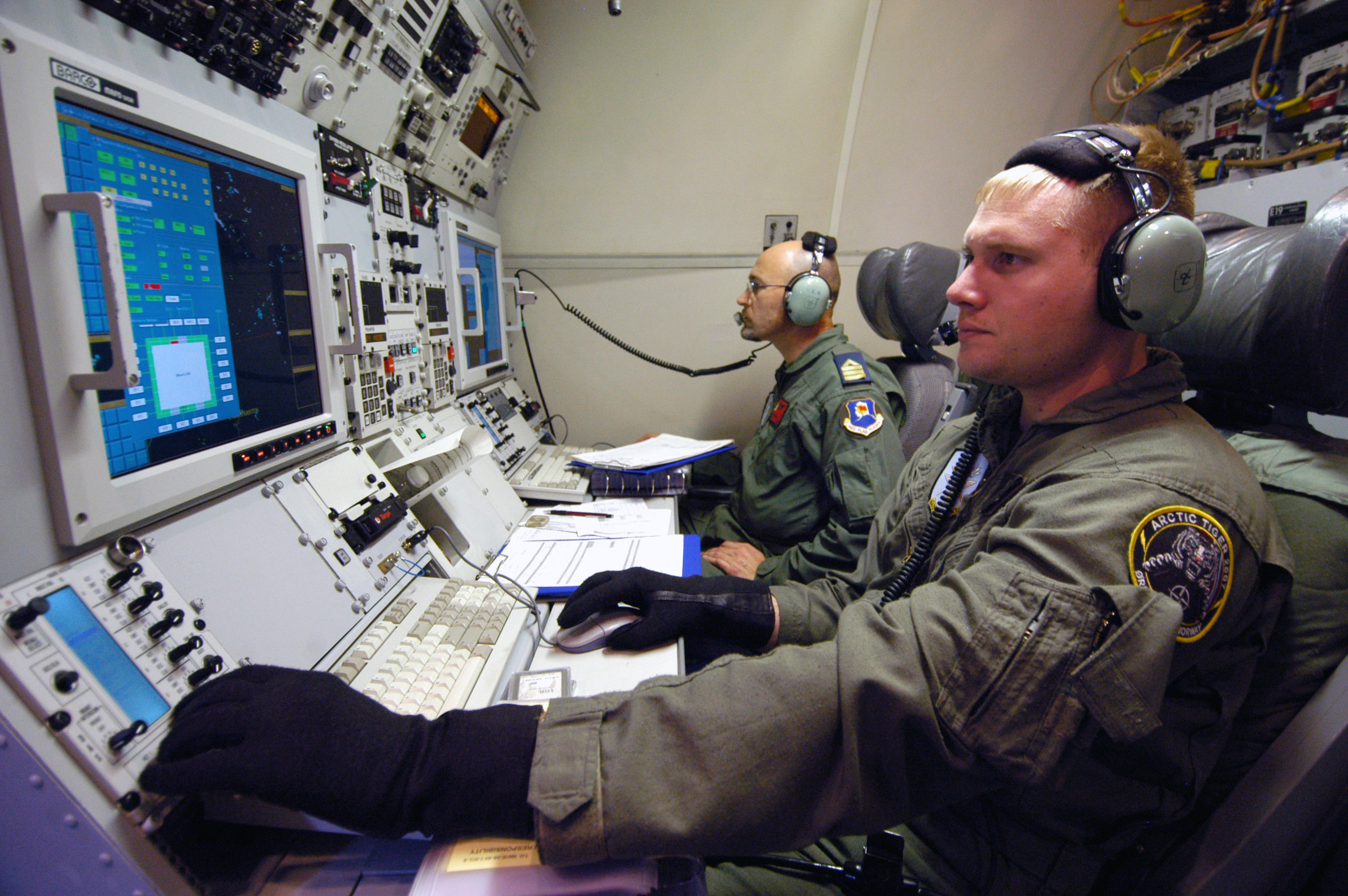
Консоль управління AN/APY-2 на сучасній елементній базі. E-3А АВАКС НАТО

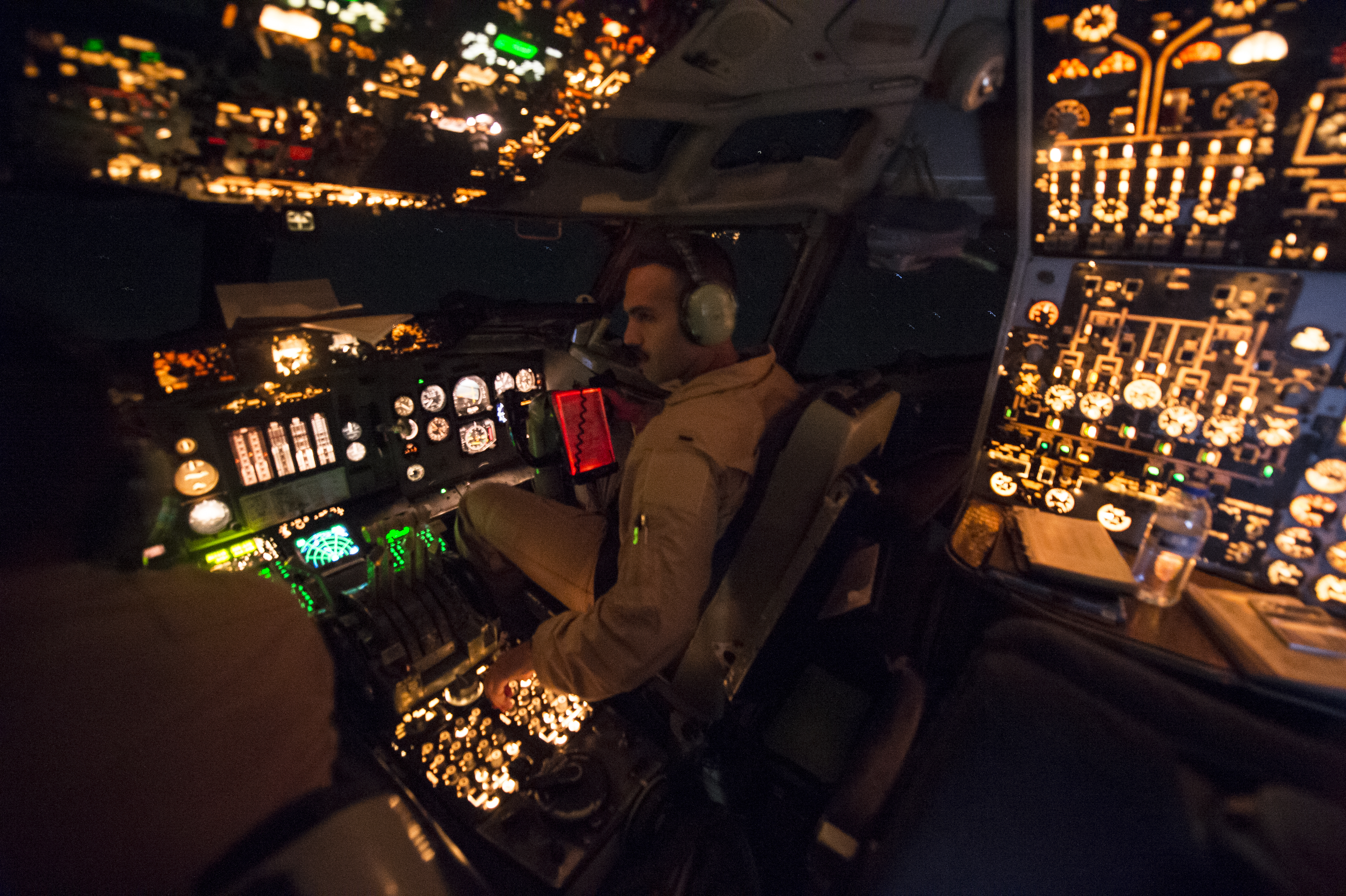
E-3B ВПС США виконує місію з підтримки повітряних ударів по об'єктам ІДІЛ над північно-східним Іраком. 02.10.2014

Постійне розширення завдань ДРЛВ літака E-3А стало можливим завдяки високій перешкодозахищеності антени його РЛС, зумовленій виключно низьким рівнем задньої і бічних пелюсток діаграми спрямованості. Ця перевага знайшла практичне підтвердження в реальних бойових умовах в ході операції «Буря в пустелі» — спроби радіоелектронного придушення іракцями системи АВАКС виявилися повністю безплідними. Ефективність удосконаленої РЛС AN/APY-2 обумовлювалася також широким застосуванням в ній цифрової обробки сигналів — на початку 1990-х майже чверть маси апаратури станції (830 кг) припадала на її процесорну частина.
У 1996 році відділ захисту та електронних систем Westinghouse Electric був придбаний компанією Northrop Corporation і був перейменований на Northrop Grumman Mission Systems. Саме вона в даний час здійснює технічну підтримку і обслуговування РЛС AN/APY-1/2(V). 
У другій половині 1990-х відбулася третя фаза модернізації радара, яка передбачала її інтеграцію з бортовою станцією радіотехнічної розвідки AN/AYR-1. Вона включала включала проекти RSIP і Block 30/35. Проект RSIP (англ. Radar System Improvement Program) був спрямований на забезпечення дальнього виявлення сучасних повітряних цілей, ефективна площа розсіювання яких в порівнянні з 1970-ми роками значно зменшилася. Ця вимога стосувалася перш за все щодо крилатих ракет, аби домогтися, по щонайменше, двократного збільшення дальності дії по ним в інтересах досягнення мінімально необхідного тимчасового інтервалу попередження про атаку і підготовки заходів для її відбиття. Збільшення дальності виявлення малорозмірних цілей було досягнуто шляхом підвищення на порядок чутливості приймальної підсистеми радара за рахунок використання нового для АВАКС виду сигналу — зі стисненням імпульсу при прийомі з коефіцієнтом 4:1. При цьому необхідна для стиснення відбитого сигналу внутрішньоімпульсна частотна модуляція в ще більшому ступені збільшила перешкодозахищеність РЛС.
Поліпшенню характеристик виявлення крилатих ракет та інших малорозмірних цілей, а також балістичних ракет на стартовій ділянці траєкторії, в інтересах протиракетної оборони сприяла і заміна 16-розрядного радіолокаційного процесора цифрової доплерівської обробки і кореляції відбитих сигналів, сучасним швидкодіючим 32-розрядним модульним процесором компанії Control Data Corporation. Літаки модифікації E-3B мають вдосконалену РЛС AN/APY-2 з бортовим комп'ютером 4PiCC-2, нові системи кодованого цифрового зв'язку. Літак може працювати з надводним і малорухливим повітряним цілям. За програмою модернізації RSIP РЛС була доопрацьована з метою ефективного виявлення маловисотних крилатих ракет. Заявлялося, що після модернізації приймальної частини локатора останній зможе виявляти об'єкти з ЕПР 1 м² на дальності до 425 км.
Проект модернізації Block 40/45, який зараз триває, передбачає революційну зміну програмно-апаратного комплексу AN/APY-1 AWACS. Очікуване завершення модернізації — 2020 рік.